# Nicolás Fernández Muñoz
Nicolás Esteban Fernández Muñoz (San Joaquín, Santiago, Chile; 3 de agosto de 1999) es un futbolista chileno. Juega de lateral derecho y su equipo actual es el Universidad de Chile de la Primera División de Chile.

## Trayectoria
Oriundo de San Joaquín, comenzó a jugar fútbol en los diferentes clubes de barrio. A los 10 años pasó a formar parte de los cadetes de Santiago Morning, para desde los 11 hasta los 14 años pasar por las inferiores de Universidad Católica. Luego de ser rechazado por Palestino y Colo-Colo, recaló a los 15 años en las inferiores del Audax Italiano, donde debutó en el primer equipo en la temporada 2017.En enero de 2025 fue fichado por Universidad de Chile.

## Selección nacional

### Selecciones juveniles
Fue seleccionado juvenil por Chile. Formó parte del equipo que ganó los Juegos Suramericanos de 2018.

### Selección adulta
El 8 de marzo de 2024, fue convocado por Ricardo Gareca para la Selección chilena con vistas a los partidos amistosos ante los seleccionados de Albania y Francia.

### Copa América 2024
Fue nominado por Ricardo Gareca para disputar la Copa América 2024.

### Participaciones en Copa América
| Torneo            | Sede           | Resultado      | Partidos | Goles | Asist. |
| ----------------- | -------------- | -------------- | -------- | ----- | ------ |
| Copa América 2024 | Estados Unidos | Por Disputarse | 1        |       |        |

### Partidos internacionales
Actualizado hasta el 25 de junio de 2024.
| Partidos internacionales | Partidos internacionales | Partidos internacionales                         | Partidos internacionales | Partidos internacionales | Partidos internacionales | Partidos internacionales | Partidos internacionales | Partidos internacionales | Partidos internacionales |
| N.º                      | Fecha                    | Estadio                                          | Local                    | Resultado                | Visitante                | Goles                    | Asistencias              | DT                       | Competición              |
| ------------------------ | ------------------------ | ------------------------------------------------ | ------------------------ | ------------------------ | ------------------------ | ------------------------ | ------------------------ | ------------------------ | ------------------------ |
| 1                        | 22 de marzo de 2024      | Estadio Ennio Tardini, Parma, Italia             | Albania                  | 0-3                      | Chile                    |                          |                          | Ricardo Gareca           | Amistoso                 |
| 2                        | 26 de marzo de 2024      | Stade Vélodrome, Marsella, Francia               | Francia                  | 3-2                      | Chile                    |                          |                          | Ricardo Gareca           | Amistoso                 |
| 3                        | 25 de junio de 2024      | MetLife Stadium, East Rutherford, Estados Unidos | Chile                    | 0-1                      | Argentina                |                          |                          | Ricardo Gareca           | Copa América 2024        |
| Total                    | Total                    | Total                                            | Presencias               | 3                        | Goles                    | 0                        |                          |                          |                          |

| Selección chilena | Selección chilena | Selección chilena |
| Año               | Partidos          | Goles             |
| ----------------- | ----------------- | ----------------- |
| 2024              | 3                 | 0                 |
| Total             | 3                 | 0                 |

## Estadísticas
| Club                         | Div.          | Temporada     | Liga  | Liga  | Copas nacionales | Copas nacionales | Torneos internacionales | Torneos internacionales | Total | Total |
| Club                         | Div.          | Temporada     | Part. | Goles | Part.            | Goles            | Part.                   | Goles                   | Part. | Goles |
| ---------------------------- | ------------- | ------------- | ----- | ----- | ---------------- | ---------------- | ----------------------- | ----------------------- | ----- | ----- |
| Audax Italiano · Chile       | 1.ª           | 2017          | 2     | 0     | 1                | 0                | —                       | —                       | 3     | 0     |
| Audax Italiano · Chile       | 1.ª           | 2018          | 10    | 0     | 0                | 0                | 1                       | 0                       | 11    | 0     |
| Audax Italiano · Chile       | 1.ª           | 2019          | 10    | 0     | 2                | 0                | —                       | —                       | 12    | 0     |
| Audax Italiano · Chile       | 1.ª           | 2020          | 29    | 0     | 0                | 0                | 3                       | 0                       | 32    | 0     |
| Audax Italiano · Chile       | 1.ª           | 2021          | 22    | 0     | 1                | 0                | —                       | —                       | 23    | 0     |
| Audax Italiano · Chile       | 1.ª           | 2022          | 23    | 1     | 2                | 0                | 1                       | 0                       | 27    | 1     |
| Audax Italiano · Chile       | 1.ª           | 2023          | 24    | 0     | 2                | 0                | 8                       | 0                       | 34    | 0     |
| Audax Italiano · Chile       | 1.ª           | 2024          | 26    | 0     | 0                | 0                | —                       | —                       | 26    | 0     |
| Audax Italiano · Chile       | Total club    | Total club    | 146   | 1     | 8                | 0                | 13                      | 0                       | 167   | 1     |
| Universidad de Chile · Chile | 1.ª           | 2025          | 9     | 0     | 4                | 0                | 1                       | 0                       | 14    | 0     |
| Universidad de Chile · Chile | Total club    | Total club    | 9     | 0     | 4                | 0                | 1                       | 0                       | 14    | 0     |
| Total carrera                | Total carrera | Total carrera | 155   | 1     | 12               | 0                | 14                      | 0                       | 181   | 1     |
| 1. 2. 3.                     |               |               |       |       |                  |                  |                         |                         |       |       |

## Palmarés

### Títulos internacionales
| Título               | Club (*)                  | País    | Año  |
| -------------------- | ------------------------- | ------- | ---- |
| Juegos Suramericanos | Selección sub-20 de Chile | Bolivia | 2018 |

(*) Incluyendo la Selección